# Биг-Севогл
Биг-Севогл (англ. Big Sevogle River) — канадская река в провинции Нью-Брансуик. Речная система Севогл включает в себя два основных рукава — Норт-Севогл (англ. North Sevogle — «Северная Севогл») и Саут-Севогл (англ. South Sevogle — «Южная Севогл»). Часть реки, которая течёт после слияния двух вышеупомянутых водотоков, принято именовать «Биг-Севогл» (англ. Big Sevogle River — «Большая Севогл»), чтобы отличить от её реки Литл-Севогл (англ. Little Sevogle River — «Малая Севогл»), гораздо менее протяжённого притока Нортуэст-Мирамиши.
На языке микмак эту реку называют «Севокулук» (англ. Sewokulook), что можно перевести как «река у множества утёсов», также её именуют «Элмунакуншиш» (англ. Elmunakuncheech), что означает «малая бобровая нора».
Истоки реки расположены на горе Биг-Болд, находящейся в нагорье Мирамиши, которое расположено в северо-центральной зоне графства Нортамберленд и является частью горной цепи Аппалачи; также весьма близко к истокам расположен пик Колонелс. Река течёт в юго-восточном направлении через густые леса перед тем, как соединяется с Нортуэст-Мирамиши в нескольких километрах от сельской общины Ред-Банк.
В реке водится атлантический лосось, и один из самых обширных участков для рыбалки, расположенный около устья реки, был арендован и долгие годы оставался под контролем американской семьи Колгейт.
Ежегодно ловля лосося продолжается с середины июня по поздний сентябрь. При этом на реке разрешена только рыбалка в нахлыст, а пойманные особи большого размера должны быть отпущены.

## Притоки
Из притоков реки выделяют:
- Маллин-Стрим (англ. Mullin Stream)
- Клируотер-Стрим (англ. Clearwater Stream)
- Шипхаус-Брук (англ. Sheephouse Brook)